# Gueytes-et-Labastide
Gueytes-et-Labastide, auf Katalanisch und Okzitanisch „Guèitas e La Bastida“, ist eine ehemalige französische Gemeinde im Département Aude in der Region Okzitanien. Sie gehörte zum Arrondissement Limoux und zum Kanton La Haute-Vallée de l’Aude.
Sie wurde mit Wirkung vom 1. Januar 2016 mit der vormaligen Gemeinde Caudeval zu einer Commune nouvelle mit dem Namen Val de Lambronne zusammengeschlossen und verfügt dort seither über den Status einer Commune déléguée.

## Lage
Nachbarorte sind Lignairolles im Norden, Escueillens-et-Saint-Just-de-Bélengard im Nordosten, Peyrefitte-du-Razès im Südosten, Corbières im Südwesten und Caudeval im Westen.

## Bevölkerungsentwicklung

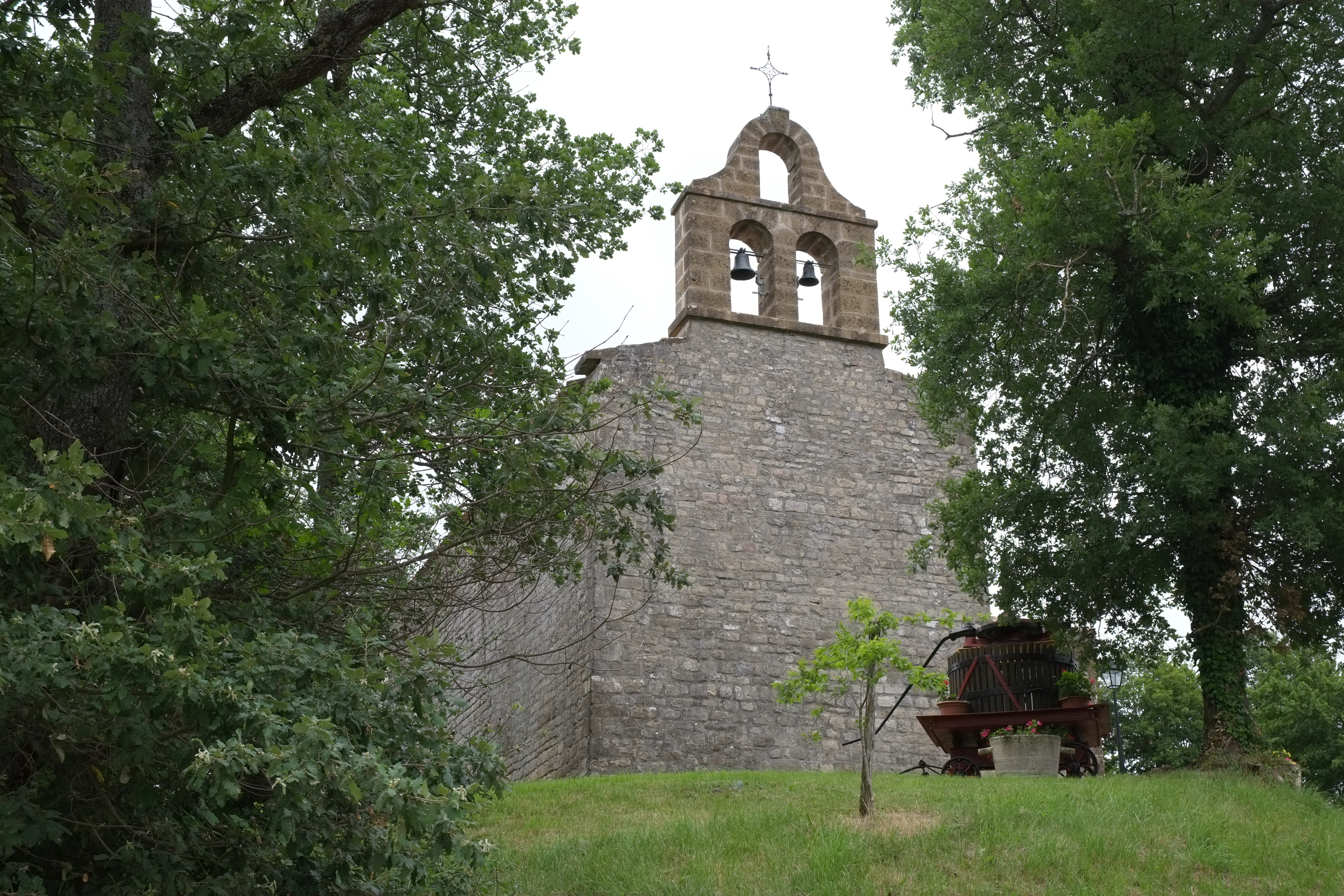
Kirche Sainte-Madeleine

| Jahr      | 1962 | 1968 | 1975 | 1982 | 1990 | 1999 | 2008 |
| --------- | ---- | ---- | ---- | ---- | ---- | ---- | ---- |
| Einwohner | 47   | 43   | 35   | 33   | 25   | 27   | 36   |